# Phalaenopsis luteola
Phalaenopsis luteola là một loài thực vật có hoa trong họ Lan. Loài này được Burb. ex Garay, Christenson & O.Gruss mô tả khoa học đầu tiên năm 2001.